# Modupe Omo-Eboh
Modupe Omo-Eboh, née en 1922, morte le 25 février 2002, est une avocate et juriste nigériane qui fut la première femme membre de la Haute-Cour de justice du Nigéria.

## Biographie
Modupe Akingbehin est née dans l'État de Lagos en 1922. Sa mère était la petite-fille d’une aristocrate de Lagos, Oshodi Tapa, et l'arrière-petite-fille de l'évêque Samuel Ajayi Crowther, premier évêque d’origine nigériane, lui-même descendant du roi Abiodun d'Oyo. Son grand-oncle maternel était le nationaliste Herbert Macaulay,. Elle fréquente le Queen's College de Lagos avant d'étudier le droit à Londres,.
Omo-Eboh est admise au barreau anglais de Lincoln's Inn le 14 mars 1953,,.  De retour au Nigeria, elle est la huitième femme avocate à être admise au barreau nigérian en 1953. Elle travaille comme avocate, puis magistrate en 1956. Elle est promue à la tête de la division de l'administration publique en tant qu'administratrice générale et administratrice publique. Alors qu'elle est directrice des poursuites publiques au ministère de la justice, elle est nommée solliciteur général et secrétaire permanent par intérim, avant de devenir juge à Benin City où sa famille s'est installée et où son mari, juriste également, prend sa retraite. En novembre 1969, elle devient la première femme nommée à la Haute-Cour du Nigeria,.
Omo-Eboh meurt le 25 février 2002. Une rue Justice Modupe Omo-Eboh porte son nom à Lagos.